# Lazareti

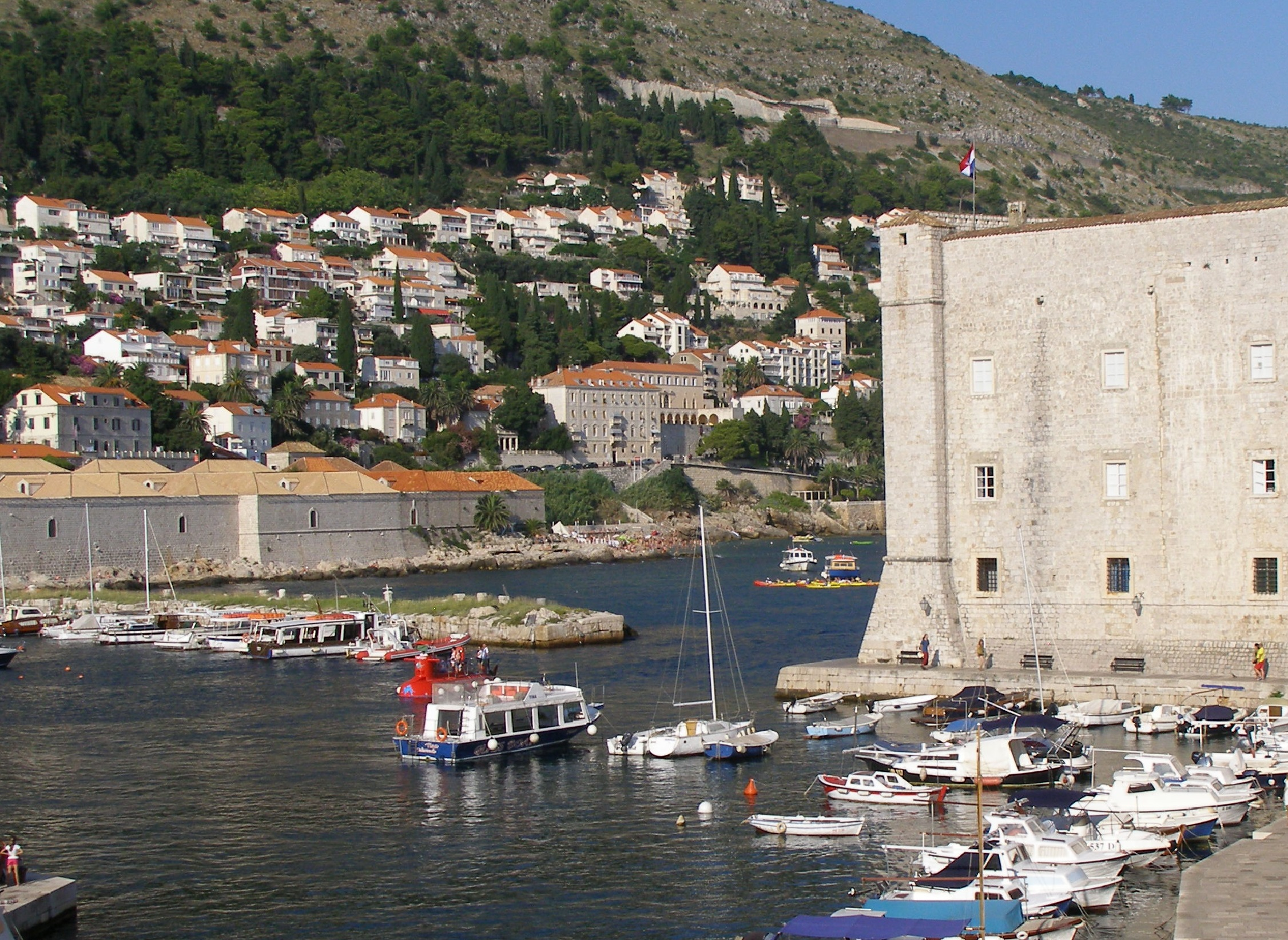
Die Quarantäneanlage Lazareti (links, im Vordergrund: Wellenbrecher Kaše)

Lazareti ist eine Quarantäneanlage in der kroatischen Stadt Dubrovnik (früher Ragusa) aus dem frühen 17. Jahrhundert, die sich zusammen mit anderen bedeutenden Bauwerken der Altstadt von Dubrovnik auf der Liste des UNESCO-Welterbes befindet.

## Hintergrund
Hintergrund für den Bau des Lazaretts ist eine Entscheidung des Großen Rates (Consilium Maius), der Regierung der damaligen Republik Ragusa von 1377. In Dubrovnik kamen viele Handelswege aus fernen Ländern zusammen. Um die Bewohner vor ansteckenden Krankheiten wie der Pest zu schützen, wurde am 27. Juli 1377 eine Anordnung des Großrates erlassen, wonach Händler, sonstige Reisende und Seeleute, die möglicherweise kontaminiert waren und Seuchen einschleppen konnten, die Stadt und die nähere Umgebung nicht betreten durften, ohne sich zuerst samt ihren Waren 30, später 40 Tage in ausgewiesenen Quarantänelagern in einer Isolation von der Außenwelt aufgehalten zu haben. Die ersten Quarantänestationen dieser Zeit befanden sich auf den der Ortschaft Cavtat vorgelagerten kleinen Inseln Bobara, Supeter und Mrkan. Im 15. Jahrhundert gab es ein Lager im heutigen Park Gradac im Dubrovniker Ortsteil Danče. Lazarett gibt es ebenfalls auf der Insel Lopud. Der 1533 begonnene Bau eines Lazaretts auf der Insel Lokrum wurde nie vollendet.
Ende des 15. Jahrhunderts beschloss man, ein neues Lazarett im Ortsteil Ploče in Dubrovnik zu bauen, die heute als Lazareti bekannte Quarantäneanlage. Der Bau begann 1590 und wurde 1642 beendet. Der Komplex besteht heute aus acht Gebäuden mit separaten Eingängen. Für die Wasserversorgung wurde eine eigene Zisterne aufgestellt, die Dubrovniker Regierung stellte Ärzte, Priester und anderes Personal zur Verfügung. Das Reglement des Lazaretts war sehr streng und wurde rücksichtslos durchgesetzt.
Die Anlage liegt außerhalb der Stadtmauern von Dubrovnik etwa 150 m östlich der Festung Revelin und des östlichen Eingangs in die Altstadt, des Ploče-Tores direkt am Ufer. Sie ist eine der ältesten und zugleich besterhaltenen Anlagen dieser Art in Europa. Sie war im Betrieb bis in das 19. Jahrhundert. Heute wird die Anlage als Ort für Ausstellungen, Kunstwerkstätten und Ateliers benutzt.
Die Quarantänezeit wurde 1642 von 30 auf 40 Tage verlängert, und man geht deshalb davon aus, dass das Wort Quarantäne hier und zu dieser Zeit entstand, nämlich von quaranta, was vierzig bedeutet.